# Luigi von Kunits
Luigi von Kunits (Ludwig Paul Maria von Kunits, * 20. Juli 1870 in Wien; † 8. Oktober 1931 in Toronto) war ein österreichischer Geiger, Dirigent, Komponist und Musikpädagoge.

## Leben
Von Kunits studierte in Wien Violine bei Jakob Grün und Otakar Ševčík, Komposition bei Anton Bruckner und Musikgeschichte bei Eduard Hanslick. Er war mit Karl Goldmark und Johann Strauss bekannt, und Johannes Brahms betraute den Elfjährigen mit dem Part der zweiten Violine in einem seiner Streichquartette. Achtzehnjährig führt von Kunits ein eigenes Violinkonzert mit den Wiener Philharmonikern auf.
1893 reiste er mit einem österreichischen Orchester zur World Columbian Exposition nach Chicago. Er unterrichtete dort bis 1896 Violine und ging dann nach Pittsburgh, wo er als Kapellmeister und Dirigent des Pittsburgh Symphony Orchestra und Lehrer am Konservatorium wirkte. In den folgenden zwei Jahren reiste er als Violinsolist durch Europa und spielte neben dem eigenen die Violinkonzerte von Johannes Brahms, Henryk Wieniawski, Felix Mendelssohn Bartholdy und Niccolò Paganini.
1912 erhielt er ein Angebot als Lehrer an der Canadian Academy of Music in Toronto. Er gründete hier das Academy String Quartet, das bis 1923 bestand und 1922 das New Symphony Orchestra (seit 1928 Toronto Symphony Orchestra). Zu seinen Schülern zählten Musiker wie Harry Adaskin, Vera Bairstow, Charles Wakefield Cadman, Ernest Dainty, Frank Fusco, Eugene Kash, Harvey Perrin, Albert Pratz, Paul Scherman, Stanley Solomon, Maurice Solway, Albert Steinberg, Berul Sugarman und Geoffrey Waddington.
Von Kunits komponierte u. a. zwei Violinkonzerte, ein Streichquartett, eine Violinsonate, Stück für Violine und Klavier sowie einige Lieder.